# Frambozenkever
De frambozenkever (Byturus tomentosus) is een kever die behoort tot de familie Byturidae.

## Beschrijving
De lengte van de kever is ongeveer 5 millimeter, de kleur is lichtbruin. Opvallend is de lichte, sliertige beharing over het hele lichaam. De kop is wat omlaag gebogen, de tasters zijn 11-ledig en eindigen in een knotsvormige verdikking. De larve is rupsachtig van vorm en wit van kleur, heeft zes pootjes aan de voorzijde van het lichaam en donkere vlekken aan de bovenzijde. De larve wordt iets langer dan de kever: tot 7 mm.

## Synoniemen
- Dermestes flavescens Marsham, 1802
- Byturus olivaceus Fournel, 1840
- Horticola urbanus Lindemann, 1865

## Voorkomen
De frambozenkever komt voor in noordelijk en midden Europa. Hij komt ook voor in België en Nederland. De sterk gelijkende soort Byturus urbanus is de Noord-Amerikaanse tegenhanger.

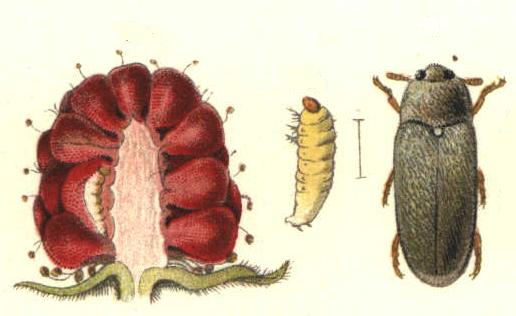
Byturus tomentosus (larve en kever)

## Voedsel
De volwassen kever vreet aan de bloemknoppen, jonge blaadjes en stuifmeel van frambozen-, bramen- en loganbesplanten, vooral bij warmer weer als de planten in bloei staan. De larven eten de bloembodems van vruchten, waardoor deze ernstig aangetast raken. Na ongever 7 weken stopt de larve met eten en verpopt zich onder de grond. De pop overwintert om in de lente als kever weer tevoorschijn te komen. Er is één generatie per jaar. De kevers zijn van april tot augustus te zien; de larven tot in september.

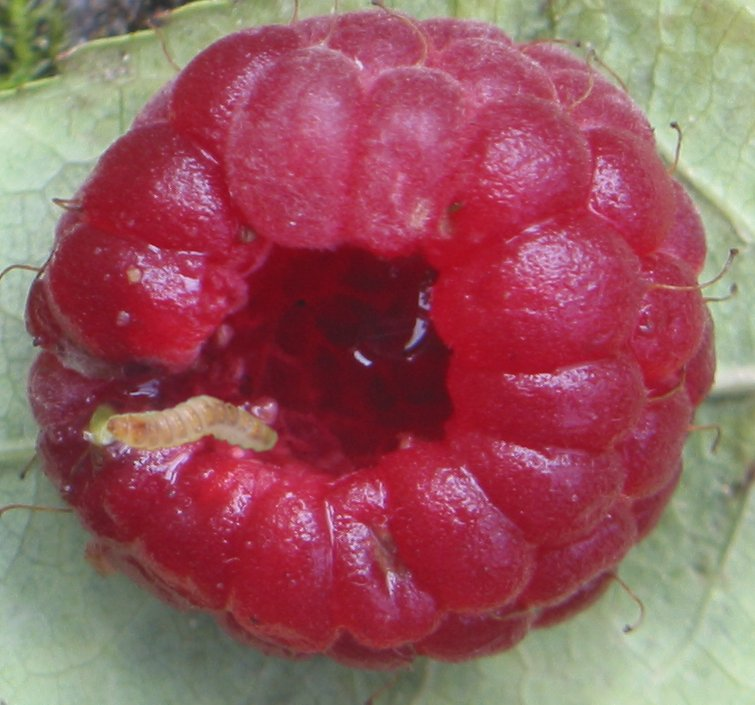
Larve van de frambozenkever